# Супириор (Вајоминг)
Супириор (енгл. Superior) град је у америчкој савезној држави Вајоминг.

## Демографија
По попису из 2010. године број становника је 336, што је 92 (37,7%) становника више него 2000. године.
| Група             | 2000.       | 2010.       |
| Белци             | 197 (80,7%) | 274 (81,5%) |
| Афроамериканци    | 0 (0,0%)    | 2 (0,6%)    |
| Азијати           | 0 (0,0%)    | 2 (0,6%)    |
| Хиспаноамериканци | 37 (15,2%)  | 43 (12,8%)  |
| Укупно            | 244         | 336         |